# Chiesa di San Sebastiano (Esterzili)
La chiesa di San Sebastiano è una chiesa campestre situata in territorio di Esterzili, centro abitato della Sardegna centro-orientale. Consacrata al culto cattolico, fa parte della parrocchia di Sant'Ignazio da Laconi, diocesi di Lanusei.

La chiesa, edificata probabilmente durante il XVII secolo, è ubicata sopra un colle in prossimità del paese. Nelle sue vicinanze  si può visitare un rudere risalente all'epoca nuragica.